# Linia kolejowa Psków – Skangali
Linia kolejowa Psków – Skangali – linia kolejowa w Rosji łącząca stację Psków Pasażerski ze stacją Skangali i z granicą państwową z Łotwą. Zarządzana jest przez region petersbursko-witebski Kolei Październikowej (część Kolei Rosyjskich). 
Linia położona jest w obwodzie pskowskim. Na całej długości jest niezelektryfikowana i jednotorowa.

## Historia
Linia została otwarta 15 grudnia?/27 grudnia 1862 jako fragment Kolei Warszawsko-Petersburskiej, pierwotnie będąc linią dwutorową. Początkowo linia leżała w Imperium Rosyjskim, w latach 1918 - 1940 przedzielona była granicą łotewsko-sowiecką, następnie w całości w Związku Sowieckim (1940 - 1991). Od 1991 znajduje się w granicach Rosji.
Do 1992 należący do 1940 do Łotwy odcinek Pytałowo – Skangali podlegał pod Kolej Bałtycką, mimo iż leżał na terytorium Rosyjskiej FSRR. Po odzyskaniu przez Łotwę niepodległości w 1991 i reaktywacji Kolei Łotewskich w tym samym roku, przez kilka miesięcy odcinek był zarządzany przez łotewskie przedsiębiorstwo. Zgodnie z podpisaną 25 lutego 1992 (ale obowiązującą od 1 stycznia 1992) umową pomiędzy Ministerstwem Transportu Republiki Łotewskiej a Ministerstwem Transportu Federacji Rosyjskiej, stacje leżące po rosyjskiej stronie granicy zostały przekazane Kolejom Rosyjskim, które włączyły je do Kolei Październikowej. Umowa ta spotkała się z krytyką części posłów łotewskiego Sejmu.